# شعار النبالة
الرَّنْك أو الشّارة أو الشعار أو شعار النبالة أو شعار النسب (الجمع: رُنُوك) (بالإنجليزية: Coat of arms)‏ هو رمز يُستخدم لتمثيل الأفراد والجماعات والبلدان والمدن والأسر والكنائس والجامعات؛ وكان يستخدم في القدم على درع الفارس.

## تاريخ
دخلت تصاميم الشعارات حيز الاستخدام العام بين النبلاء الأوروبيين والإقطاعيين والفرسان في منتصف القرن الثاني عشر في ميادين القتال وسيلةً لتحديد الجنود المتحالفة من جنود العدو، وحين ازداد استخدام شعار الدرع بدأت طبقات اجتماعية أخرى باستخدامها كطريقة للتعبير عن نفسها، كالأمراء والأشخاص الذين كانوا على اتصال مع الفرسان، والرهبان الذين أرادوا صنع أختام خاصة لمراسلاتهم في الكنيسة.
كانت تصاميم الشعارات المبكرة شخصية، استخدمها أفراد النبلاء لأنفسهم وقد يغيرون تصميمهم المختار بمرور الوقت، ثم أصبحت وراثية بحلول نهاية القرن الثاني عشر.
استُخدمت شعارات النبالة في شمال إيطاليا في النصف الثاني من القرن الرابع عشر، وفي الإمبراطورية الرومانية المقدسة بحلول منتصف القرن الرابع عشر. في أواخر العصور الوسطى، انتشر استخدام «الشعارات» بين رجال الدين، وشعارات المدن كمعرفات مدنية، وإلى المنظمات الحاكمة مثل الجامعات والشركات التجارية.

ما زال استخدام شعار الدرع مستخدما حاليا في القرن الحادي والعشرين من قبل مجموعة متنوعة من المؤسسات والأفراد، كما باتت تُستخدم في الجامعات كشعار لها أو علامة تجارية لها.
- شعار النبالة للمملكة المصرية تُظهر زخارف الشرق الأدنى والأوسط الشائعة، مثل الهلال والنجوم التي هي رموز لدين الإسلام.
- شعار نبالة البابا يوحنا بولس الثاني، يُظهر التاج البابوي والمفاتيح المتقاطعة للمكتب البابوي.
- شعار الدرع الملكي للمملكة المتحدة.
- شعار درع الدولة العثمانية.